# Diócesis de Portalegre-Castelo Branco
La diócesis de Portalegre-Castelo Branco (en latín: Dioecesis Portalegrensis-Castri Albi y en portugués: Diocese de Portalegre-Castelo Branco) es una circunscripción eclesiástica de la Iglesia católica en Portugal. Se trata de una diócesis latina, sufragánea del patriarcado de Lisboa. Desde el 8 de septiembre de 2008 su obispo es Antonino Eugénio Fernandes Dias.

## Territorio y organización

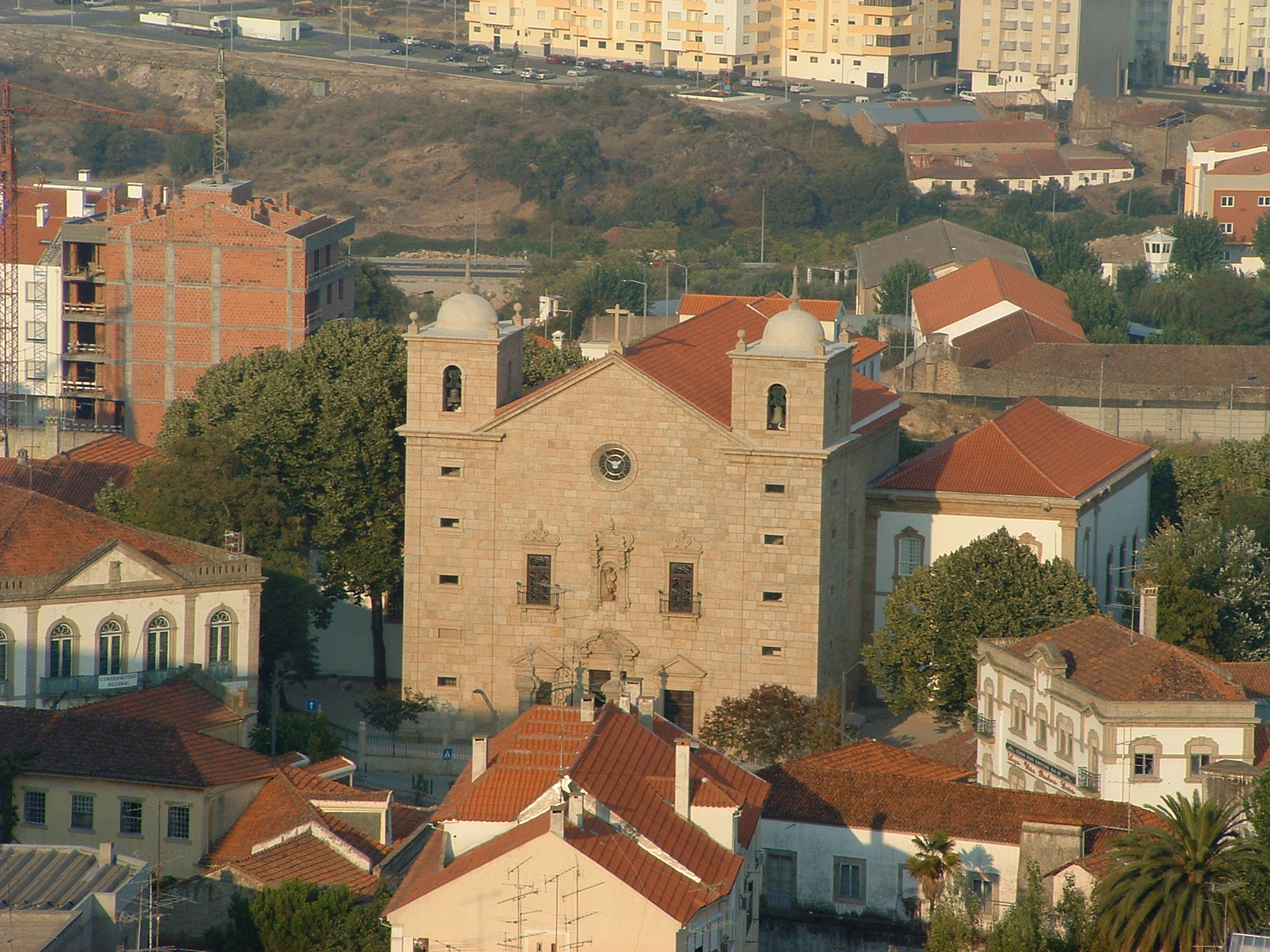
Concatedral de San Miguel, en Castelo Branco

La diócesis tiene 9149 km² y extiende su jurisdicción sobre los fieles católicos de rito latino residentes en: la parte septentrional del distrito de Portalegre (municipios de: Portalegre, Alter do Chão, Arronches, Castelo de Vide, Crato, Gavião, Marvão, Nisa, Ponte de Sôr, y fracciones de Fronteira y de Campomayor); el distrito de Castelo Branco (municipios de: Castelo Branco, Idanha-a-Nova, Oleiros, Proença-a-Nova, Sertã, Vila de Rei y Vila Velha de Ródão) y la parte nororiental del distrito de Santarém (municipios de: Abrantes, Constância, Mação y Sardoal).

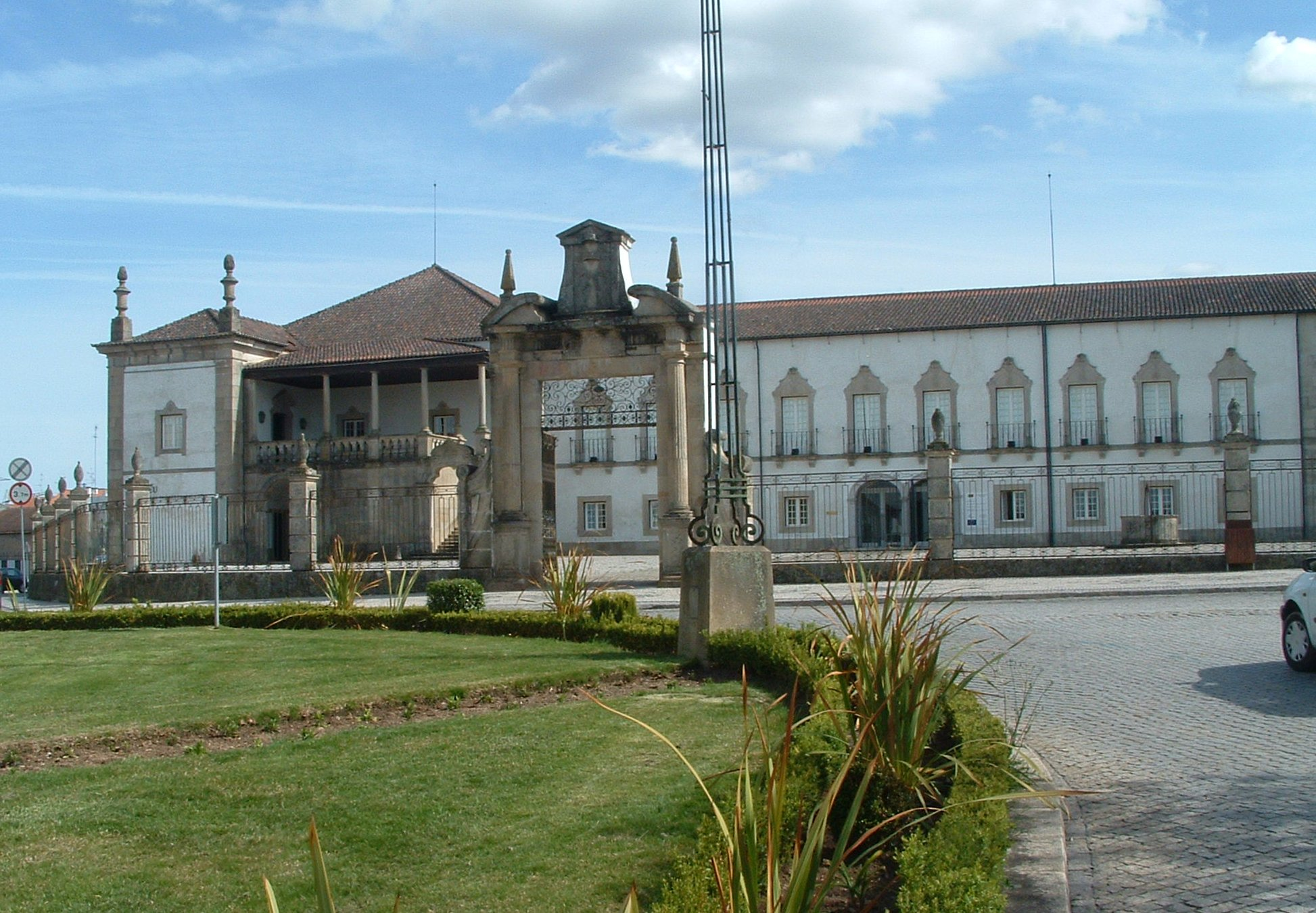
Expalacio episcopal de Castelo Branco, hoy sede del museo Francisco Tavares Proença Júnior

La sede de la diócesis se encuentra en la ciudad de Portalegre, en donde se halla la Catedral de Nuestra Señora de la Asunción. En Castelo Branco se encuentra la Concatedral de San Miguel.

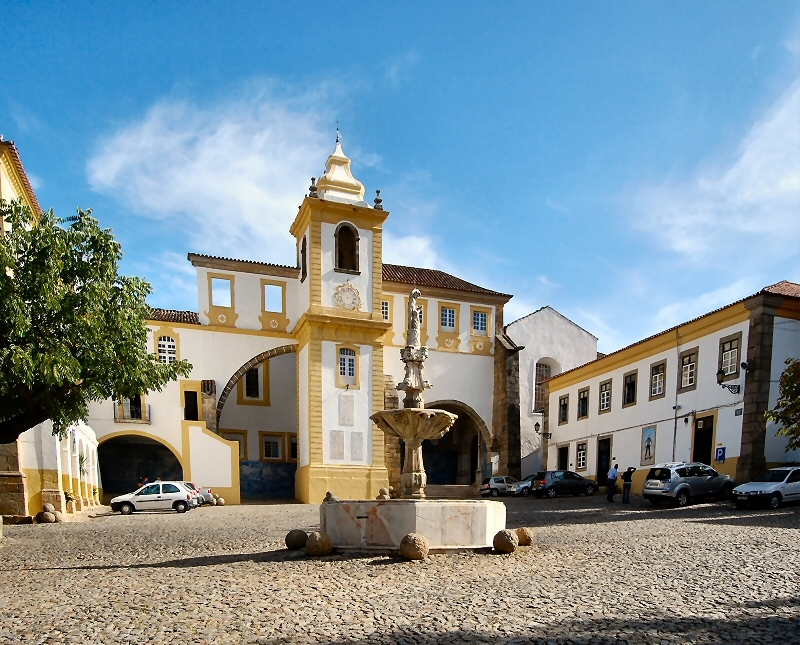
Convento de San Bernardo, en Portalegre

En 2021 en la diócesis existían 161 parroquias agrupadas en 5 arciprestazgos: Abrantes, Castelo Branco, Ponte de Sôr, Portalegre y Sertã.

## Historia
La diócesis de Portalegre fue erigida el 21 de agosto de 1549 con la bula Pro excellenti del papa Paulo III, obteniendo el territorio de la diócesis de Guarda, y se hizo sufragánea de la arquidiócesis de Lisboa.
Julião de Alva, confesor de la reina, fue nombrado primer obispo, quien organizó el cabildo de canónigos, realizó la primera visita pastoral de la nueva diócesis e inició, el 14 de mayo de 1556, la construcción de la catedral. La aplicación concreta de los decretos reformadores del Concilio de Trento se debe al obispo Amador Arrais (1581-1596): convocó el primer sínodo diocesano y estableció el seminario para la formación del clero en 1590.
Durante el siglo XVII la diócesis permaneció vacante durante más de treinta años, debido a la intransigencia de los españoles, que reinaban entonces sobre Portugal. Durante este período la sede estaba gobernada por vicarios del cabildo. Recién en 1671 se nombró un nuevo obispo, Richard Russell, de origen inglés. Entre los obispos del siglo XVIII, João de Azevedo se destacó en particular por su dinamismo apostólico, por la publicación de varias cartas pastorales, por las frecuentes visitas pastorales a las parroquias, y por la reforma del seminario diocesano; y Manuel Tavares Coutinho da Silva, cuyo ministerio pastoral estuvo marcado por un profundo espíritu innovador en la disciplina, en los sacramentos, en la reforma de la curia diocesana.
Durante el siglo XIX la diócesis vivió otro momento de crisis debido a las dificultades que la Iglesia portuguesa y la Santa Sede tuvieron con el gobierno liberal de Portugal, que impidió el nombramiento de un obispo para la sede de Portalegre durante más de cincuenta años.
La diócesis de Castelo Branco fue una de varias creaciones eclesiásticas nacidas de la voluntad del rey José I de Portugal y de su poderoso primer ministro, el marqués de Pombal. Fue erigida el 7 de junio de 1771 con la bula Cum excellentissimus del papa Clemente XIV, obteniendo el territorio de la diócesis de Guarda, y fue nombrada sufragánea de la arquidiócesis de Lisboa. Según la bula de erección, la diócesis incluía los arciprestazgos de Castelo Branco, Abrantes y Monsanto, tomados de la diócesis de Guarda, para un total de 79 parroquias.
Solo hubo tres obispos designados para Castelo Branco, y al igual que la diócesis de Portalegre, la de Castelo Branco también vivió un momento difícil durante el siglo XIX, con largas décadas de vacancia. A petición del Gobierno portugués, el 30 de agosto de 1881 se suprimió la diócesis de Castelo Branco en virtud de la bula Gravissimum Christi del papa León XIII y se unió su territorio al de la diócesis de Portalegre, que en ese momento contaba con 146 parroquias con 197 343 fieles.
El 18 de julio de 1956, con el decreto Apostolicis sub plumbo de la Congregación Consistorial, la antigua catedral de Castelo Branco fue erigida como concatedral de la diócesis, que al mismo tiempo asumió su nombre actual.

## Estadísticas
Según el Anuario Pontificio 2022 la diócesis tenía a fines de 2021 un total de 194 800 fieles bautizados.
| Año                                                                             | Población            | Población | Población      | Sacerdotes | Sacerdotes    | Sacerdotes    | Bautizados por sacerdote | Diáconos permanentes | Religiosos | Religiosos | Parroquias |
| Año                                                                             | Bautizados católicos | Total     | % de católicos | Total      | Clero secular | Clero regular | Bautizados por sacerdote | Diáconos permanentes | Varones    | Mujeres    | Parroquias |
| ------------------------------------------------------------------------------- | -------------------- | --------- | -------------- | ---------- | ------------- | ------------- | ------------------------ | -------------------- | ---------- | ---------- | ---------- |
| 1949                                                                            | 319 080              | 348 184   | 91.6           | 159        | 159           |               | 2006                     |                      |            | 144        | 154        |
| 1969                                                                            | 350 524              | 354 275   | 98.9           | 197        | 178           | 19            | 1779                     |                      | 36         | 197        | 106        |
| 1980                                                                            | 289 900              | 292 200   | 99.2           | 157        | 140           | 17            | 1846                     |                      | 23         | 177        | 161        |
| 1990                                                                            | 299 500              | 302 000   | 99.2           | 139        | 122           | 17            | 2154                     |                      | 24         | 206        | 158        |
| 1999                                                                            | 258 762              | 260 380   | 99.4           | 111        | 98            | 13            | 2331                     | 7                    | 13         | 201        | 162        |
| 2000                                                                            | 256 840              | 258 458   | 99.4           | 109        | 99            | 10            | 2356                     | 7                    | 10         | 192        | 161        |
| 2001                                                                            | 254 909              | 256 527   | 99.4           | 117        | 103           | 14            | 2178                     | 6                    | 17         | 167        | 162        |
| 2002                                                                            | 253 165              | 254 783   | 99.4           | 117        | 103           | 14            | 2163                     | 12                   | 16         | 180        | 162        |
| 2003                                                                            | 251 324              | 252 942   | 99.4           | 114        | 99            | 15            | 2204                     | 12                   | 15         | 194        | 162        |
| 2004                                                                            | 248 923              | 250 541   | 99.4           | 104        | 89            | 15            | 2393                     | 12                   | 15         | 179        | 162        |
| 2013                                                                            | 228 186              | 231 804   | 98.4           | 84         | 71            | 13            | 2716                     | 13                   | 13         | 127        | 161        |
| 2016                                                                            | 202 806              | 220 046   | 92.2           | 77         | 64            | 13            | 2633                     | 13                   | 13         | 87         | 161        |
| 2019                                                                            | 197 799              | 209 039   | 94.6           | 68         | 56            | 12            | 2908                     | 13                   | 12         | 70         | 161        |
| 2021                                                                            | 194 800              | 203 142   | 95.9           | 69         | 55            | 14            | 2823                     | 13                   | 14         | 72         | 161        |
| Fuente: Catholic-Hierarchy, que a su vez toma los datos del Anuario Pontificio. |                      |           |                |            |               |               |                          |                      |            |            |            |